# Virgil Green
Virgil Leo Green (Tulare, 3 agosto 1988) è un giocatore di football americano statunitense che gioca nel ruolo di tight end per i Los Angeles Chargers della National Football League (NFL). Fu scelto nel corso del settimo giro (204º assoluto) del Draft NFL 2011 dai Broncos. Al college ha giocato a football all'Università del Nevada.

## Carriera professionistica

### Denver Broncos
Considerato uno dei migliori prospetti tra i tight end disponibili, Green fu scelto nel corso del settimo giro del Draft 2011 dai Denver Broncos. Nella sua stagione da rookie disputò 15 partite, 3 delle quali come titolare, ricevendo in totale 24 yard.
Nel marzo 2012, Green fu sospeso per quattro partite dopo aver fallito un test sull'abuso di sostanze illecite. Nella stagione 2012 disputò 12 partite. di cui 2 come titolare, ricevendo 5 passaggi per 63 yard. Il primo touchdown in carriera, Green lo segnò nell'ultimo turno della stagione 2014 contro gli Oakland Raiders.
Nel 2015, con l'addio di Julius Thomas, Green trovò maggior spazio ai Broncos. La prima marcatura stagionale la fece registrare nel secondo turno contro i Chiefs.

### Los Angeles Chargers
Il 14 marzo 2018, Green firmò un contratto triennale del valore di 8,6 milioni di dollari con i Los Angeles Chargers.

## Palmarès

### Franchigia
- Super Bowl : 1

Denver Broncos: 50
- American Football Conference Championship: 2

Denver Broncos: 2013, 2015